# Боровеньковский сельский совет (Лебединский район)
Боровеньковский сельский совет (укр. Боровеньківська сільська рада) — упразднённая административная единица в составе
Лебединского района
Сумской области
Украины.
Административный центр сельского совета находился в 
с. Боровенька
.

## Населённые пункты совета
- с. Боровенька
- с. Буровка
- с. Семёновка

## Ликвидированные населённые пункты совета
- с. Крутое